# وب‌تون
وب‌تون یا نگارتار (به انگلیسی: Webtoon) (به کره‌ای: 웹툰) گونه ای از کمیک دیجیتال است که سازنده آن کشور کره جنوبی است. وب‌تون ها نسخه دیجیتال مانهوا ها هستند.
در حال حاضر میزان مانهوا های منتشر شده به شکل وب‌تون، با میزان انتشار چاپی آنها برابری می‌کند.